# Antino (plaats)
Antino is een dorp in het bestuursressort Tapanahony in Suriname. Het ligt nabij Benzdorp aan de Lawa, in een gebied waar goud wordt gewonnen.
Dicht bij het dorp ligt de Lawa Antino Airstrip die een verbinding heeft met Zorg en Hoop Airport in Paramaribo.
In het dorpje bevindt zich een winkel die zich richt op de goudzoekers in het gebied. Het assortiment strekt zich uit van cornflakes tot whiskey. De boodschappen worden hier afgerekend in grammen goud.

## Goudwinning
In 1891 werd in het gebied rondom Antino goud gevonden door twee Fransmannen, Rufin  and  Le  Blond. Vier jaar later werd begonnen met de winning van goud. Door de jaren heen gingen de concessierechten meerdere keren over naar andere mijnbouwondernemingen. De goudwinning zakte in de jaren 1970 en 1980 in en leefde medio jaren 1990 weer op.
Affivisiti · Agaigoni · Ajokojokondre · Akani Pata · Aloepi 1 & 2 · Alopi · Antino · Antonio do Brinco · Apetina · Benanoe · Benzdorp · Clementi · Cottica · Draai · Drietabbetje · Gakaba · Godo-olo · Godoro · Granbori · Herminadorp · Intelewa · Kampoe · Kawemhakan · Koemakapan · Kontina · Lensidede · Maboga · Maisa Kampu · Manlobi · Moitaki · Monpoesoe · Nikie · Paloemeu · Peleloe Tepoe · Peruano · Poeketi · Poeloegoedoe · Ronaldo · Sajé · Tjon Tjon · Tutu Kampu · Wanfinga · Wehejok